# Списък на криптозоолози
Криптозоолозите са хора занимаващи се предимно с изучаване и изследване на криптидите. Следва списък с имена на бележити криптолози.

## Списък
- Димитрий Баянов – Хоминидолог (занимава се предимно с изучаване на хоминидите)
- Ерик Бекорд - Изследовател на Голямата стъпка
- Матю Били
- Джон Биндернагел - Изследовател на Голямата стъпка
- Том Бискарди - Проучва следите на Голямата стъпка
- Марк Чорвински
- Джером Кларк – Помощник автор на „Криптозоология от А до Я“ и автор на „Вечните загадки“
- Ронан Когън – Автор на „Речник по криптозоология“
- Джери Колеман
- Карл Шукер
- Лорън Колеман – Автор на много книги на теми за криптидите и митичните същества.
- Уилям Кърлис
- Скот Кърлис – Криптоботаника, криптозоология и изучаване на митовете на народите по света.
- Пол Крупър
- Тим Динсдейл - Проучва езерото Лох Нес за следи от Неси
- Джонатън Доунс
- Ричърд Елис – Изследовател на морските създания